# گورستان باغ سحون ۲
قبرستان باغ سحون ۲ در شهرستان خاش، بخش مرکزی خاش، دهستان سنگان، ۵/۸ کیلومتری شمال شرق روستای دولت‌آباد واقع شده و این اثر در تاریخ ۱۲ دی ۱۳۸۶ با شمارهٔ ثبت ۲۰۳۶۷ به‌عنوان یکی از آثار ملی ایران به ثبت رسیده است.